# VMGR-452
452ème Escadron de transport et de ravitaillement (USMC)
Le Marine Aerial Refueler Transport Squadron 5452 (ou VMGR-452) est un escadron d'avion ravitailleur KC-130J Hercules du Corps des Marines des États-Unis, qui fournit un service de ravitaillement en vol pour soutenir les opérations aériennes de la Marines  Forces Reserve (MFR); et assure le transport aérien d'assaut du personnel, de l'équipement et des fournitures. L'escadron, connu sous le nom de "Yankees" est stationné à la Stewart Air National Guard Base (en) dans l'État de New York et fait partie du Marine Aircraft Group 49 (MAG-49) et de la 4th Marine Aircraft Wing (4th MAW).

## Mission
Le VMGR-452 Fournit un service de ravitaillement en vol à l'appui des opérations aériennes de la Fleet Marine Force et assurer le transport aérien d'assaut du personnel, de l'équipement et des fournitures.

## Historique
À la suite des attentats du 11 septembre 2001, 62 réservistes ont été activés afin de soutenir l'Opération Enduring Freedom le 28 janvier 2002. Les réservistes activés ainsi que de nombreux Marines en service actif du détachement B de la Marine Aircraft Group 49 ont été regroupés pour créer un détachement A. Ce détachement ferait partie de la 2nd Marine Aircraft Wing et serait accompagné de quatre avions du VMGR-452. Ils ont soutenu des opérations en Méditerranée, dans la Corne de l'Afrique et au Moyen-Orient. La mission principale était de soutenir les 22nd, 24th et 26th Marine Expeditionary Unit (en).

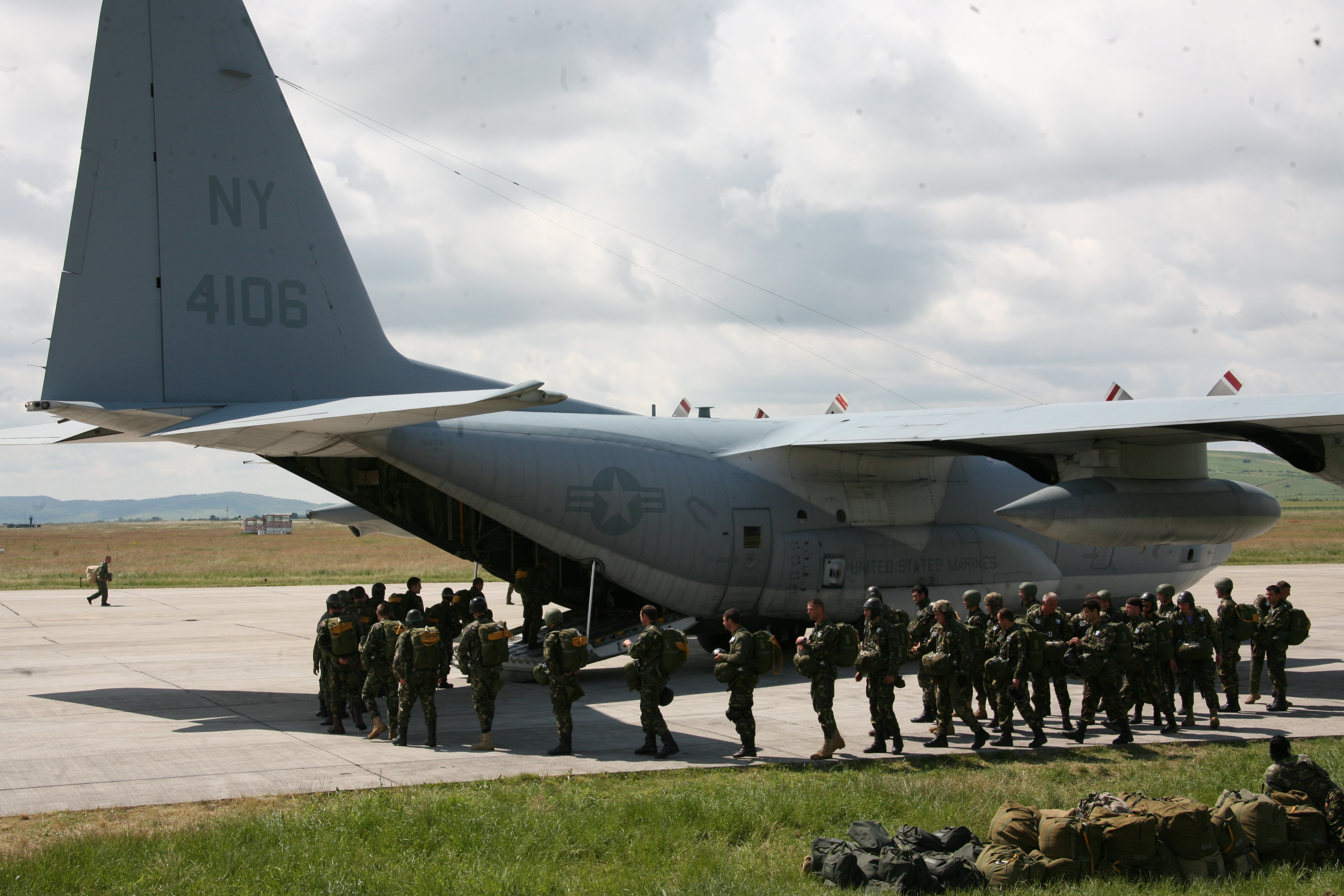
Transport de troupe par le VMGR-452 en 2010

Le 14 janvier 2003, l'escadron a de nouveau été appelé pour soutenir l'Opération Iraqi Freedom en rejoignant à Bahreïn le deux autres escadrons VMGR-234 et VMGR-352 pour créer le Hercules Air Group (HAG). Tout en faisant partie du HAG, le VMGR-452 a soutenu l'Opération Southern Watch en effectuant le ravitaillement en vol des aéronefs patrouillant dans la zone d'exclusion aérienne sud. Une fois l'opération Iraqi Freedom commencée, l'escadron a transporté plus de 3 millions de livres de fret, distribué plus de 3,5 millions de livres de carburant dans le ravitaillement en vol, plus de 1 million de livres de carburant pour les ravitailleurs terrestres rapides (RGR), transporté plus de 3.000 personnes et effectué 632 sorties en 1371 heures de vol. Le VMGR-452 a également contribué aux évacuations sanitaires et a aidé à transporter les sept prisonniers de guerre hors de danger.